# 1972 au Manitoba
Chronologie du Manitoba
- 1968
- 1969
- 1970
- 1971
- 1972
- 1973
- 1974
- 1975
- 1976

Cette page concerne des événements d'actualité qui se sont produits durant l'année 1972 dans la province canadienne du Manitoba.

## Politique
- Premier ministre : Edward Schreyer
- Chef de l'Opposition :
- Lieutenant-gouverneur : William J. McKeag
- Législature :

## Naissances

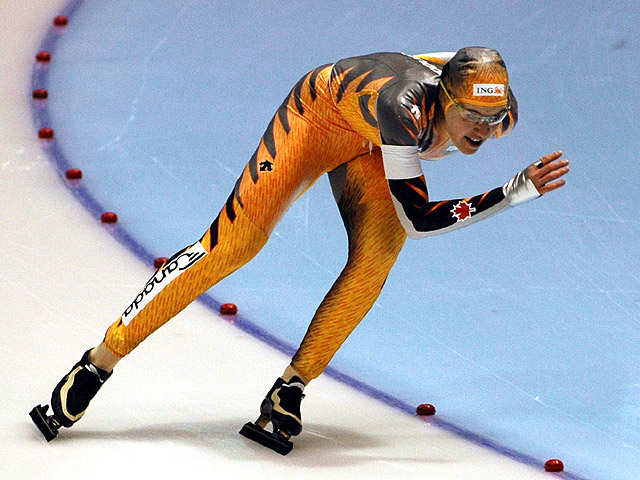
Clara Hughes

- Greg Bryk est un acteur canadien né à Winnipeg.

- 26 mars : Trevor Kidd (né à Dugald) est un joueur professionnel retraité de hockey sur glace ayant évolué à la position de gardien de but.

- 27 septembre : Clara Hughes, née à Winnipeg, est une patineuse de vitesse et une cycliste canadienne. Pour son palmarès olympique et son action humanitaire, elle a été décorée de l'Ordre du Manitoba, la plus haute distinction de la province du Manitoba, et de l'Ordre du Canada, la plus haute distinction civile remise au Canada.

- 11 novembre : Adam Beach est un acteur canadien né à Ashern.